# Mount Vesalius
Mount Vesalius är ett berg i Antarktis. Det ligger i Västantarktis. Argentina, Chile och Storbritannien gör anspråk på området. Toppen på Mount Vesalius är 765 meter över havet.
Terrängen runt Mount Vesalius är huvudsakligen kuperad, men österut är den platt. Havet är nära Mount Vesalius åt sydväst. Trakten är obefolkad. Det finns inga samhällen i närheten.